# Project Sora
Project Sora (プロジェクトソラ株式会社 en japonais) était un studio japonais de développement de jeux vidéo. Il a été fondé en janvier 2009 par Nintendo. Le laboratoire était composé d'une trentaine d'employés, et doté d'un capital de 200 millions de yens (1,7 million d'euros) dont 72 % fourni par Nintendo au moment de la création de la société, ce qui faisait de la firme de Kyoto l'actionnaire majoritaire de l'entreprise.
Le seul projet de Project Sora est Kid Icarus: Uprising sur Nintendo 3DS.
Le 11 juillet, il est annoncé que le studio a fermé ses portes le 30 juin 2012, les raisons de la fermeture n'ont pas été évoquées.